# تپه شاه خانی
تپه شاه خانی مربوط به عصر مس و سنگ - عصر آهن است و در شهرستان کرمانشاه، بخش مرکزی، دهستان رازآور، روستای قیسوند واقع شده و این اثر در تاریخ ۷ خرداد ۱۳۸۷ با شمارهٔ ثبت ۲۲۸۴۱ به‌عنوان یکی از آثار ملی ایران به ثبت رسیده است.